# Zygmunt Landau
Zygmunt Landau (ur. 1898 w Łodzi, zm. 1962 w Tel Awiwie) – polski malarz pochodzenia żydowskiego, przedstawiciel École de Paris.

## Życiorys
Zygmunt Landau pochodził z rodziny rabinów ze Strykowa. Podstaw malarstwa uczył się w pracowni Henryka Epsteina, a kontynuował w szkole rysunku Jakuba Kacenbogena. Następnie wstąpił do Szkoły Sztuk Pięknych w Warszawie, gdzie studiował w pracowni prof. Stanisława Lentza. W wieku 18 lat zarobkował udzielając lekcji malarstwa. Debiutował w 1918 wystawiając portrety i pejzaże miejskie na Wystawie Wiosennej Stowarzyszenia Artystów i Zwolenników Sztuk Pięknych w Łodzi. W 1920 wyjechał do Paryża, zamieszkał tam w La Ruche i studiował w Académie de la Grande Chaumière i Akademii Colarossiego. Utrzymywał nadal żywe kontakty z Polską, a jego prace uczestniczyły w wystawach organizowanych w Warszawie i Łodzi. Istotny wpływ na jego twórczość w tym okresie mieli Mojżesz Kisling oraz Amedeo Modigliani, z którymi się przyjaźnił. Tworzył martwe natury, kwiaty, portrety, sceny figuralne oraz pejzaże. Został autorem ilustracji w reedycji tomiku poezji „Écoute Israël” Edmonda Flega, opublikowanej przez oficynę La Cigogne Jacquesa Kleina. Wystawiał prace w Salonie Niezależnych i w Salonie Jesiennym. Po wkroczeniu wojsk hitlerowskich do Francji wyjechał do Saint-Tropez, gdzie ukrywał się do końca II wojny światowej w mieszkaniu, zajmowanym dawniej przez brytyjskiego artystę i krytyka Rogera Fry. Pobyt w Prowansji miał ogromny wpływ na jego twórczość, a szczególnie na dobór barw i wyczucie koloru. Od tego momentu z jego obrazów emanuje spokój i pogoda, przedstawiane postacie są w rozmarzonych pozach, częstym tematem jest macierzyństwo, akty, sceny rodzinne, śpiące pary, rolnicy, żniwiarze przy pracy i kobiety przy fontannach. Widoczny jest wpływ Cézanne'a i Modiglianiego. Po zakończeniu wojny przez pewien czas mieszkał w Nicei, a następnie powrócił do Paryża. Pod koniec lat pięćdziesiątych wyjechał do Izraela, gdzie nadal tworzył, jego ostatnim dziełem było witrażowe okno kaplicy w gmachu YMCA w Tyberiadzie.
Zygmunt Landau jest ojcem francuskiego psychoanalityka, malarza i rzeźbiarza Jean-Pierre Landau, Gabrielle z Nowego Jorku, malarki Esther Franck (Lollipop) (1931-2018) i Suzanne Landau z Chicago.